# Poppendorf (Mecklenburg)
Poppendorf település Németországban, Mecklenburg-Elő-Pomeránia tartományban. Lakosainak száma 717 fő (2023. december 31.). Poppendorf Rövershagen, Broderstorf és Bentwisch községekkel határos.

## Népesség
A település népességének változása:
| Lakosok száma | 694  | 706  | 713  | 720  | 717  |
|               | 2017 | 2019 | 2021 | 2022 | 2023 |